# سایمون کاول
سایمون کاول (به انگلیسی: Simon Cowell) تهیه‌کننده تلویزیونی انگلیسی و متولد ۷ اکتبر ۱۹۵۹ است. وی بیشتر به‌خاطر حضور در مسابقات موسیقی آمریکن آیدل و آمریکاز گات تلنت و داوری و اجرای این مسابقات مشهور است. او کارگزار اصلی شرکت سایکو است.
همچنین او به خاطر داوری و ساخت مسابقات ایکس فاکتور انگلستان و ایکس فاکتور آمریکا مشهور است.
پس از موفقیت در دهه ۱۹۸۰ و ۱۹۹۰ به عنوان تهیه‌کننده رکورد، استعدادیاب و مشاور در صنعت موسیقی انگلستان، کاول در سال ۲۰۰۱ به عنوان داور در پاپ آیدل به شهرت عمومی رسید، نمایشی که او و سایمون فولر سازنده آن با موفقیت به آی‌تی‌وی پرداختند. کاول متعاقباً ایکس فاکتور (۲۰۰۴) و گات تلنت (۲۰۰۶) را خلق کرد، نمایش‌هایی که در سراسر جهان فروخته شده‌اند. تایم ۱۰۰ در سال ۲۰۰۴ و ۲۰۱۰، تایم کاول را به عنوان یکی از ۱۰۰ فرد با نفوذ در جهان معرفی کرد. در سال ۲۰۰۸، دیلی تلگراف وی را در لیست «۱۰۰ نفر قدرتمند فرهنگ بریتانیا» در رتبه ششم قرار داد. در همان سال وی جایزه ویژه تقدیر را از جوایز تلویزیون ملی دریافت کرد. در جوایز تلویزیونی آکادمی بریتانیا در سال ۲۰۱۰، وی به دلیل «کمک برجسته در صنعت سرگرمی و توسعه استعدادهای جدید» جایزه ویژه بفتا را دریافت کرد. در سال ۲۰۱۸، او یک ستاره در پیاده‌روی مشاهیر هالیوود در گروه تلویزیونی دریافت کرد.
کاول غالباً به عنوان داور موسیقی تلویزیونی و استعدادهای درخشان نمایش، اظهارنظرهای صریح و جنجالی می‌کند، از جمله توهین‌ها و سواستفاده‌های خردمندانه دربارهٔ رقبا و توانایی‌های خوانندگی آنها. او فعالیت‌هایی را در صنایع تلویزیونی و موسیقی ترکیبی می‌کند. کاول تک آهنگ‌ها و آلبوم‌های موفقی را برای کارهای ضبط شده مختلفی که امضا کرده و تحت حمایت خود گرفته‌است، تهیه و تبلیغ کرده‌است، از جمله لیتل میکس، جیمز آرتور، لیونا لوئیس، فیفت هارمونی، ایل دیوو، سوزان بویل، فلور ایست، شر لوید، نوآ سایرس، اولی مارس. وی همچنین توانسته موجب تشکیل شدن گروه‌های پسرانه موفقی مثل وست‌لایف، وان دایرکشن و سی‌ان‌سی‌او شود..

## آغاز زندگی
سایمون فیلیپ کاول در ۷ اکتبر ۱۹۵۹ در منطقه لمبت لندن متولد شد و در الستری، هرتفوردشایر بزرگ شد. مادر او، جولی برت (خواننده خوی دالگلیش، ۲۰۱۵–۱۹۲۵)، یک رقصنده باله و شخص برجسته اجتماعی بود، و پدرش، اریک سلیگ فیلیپ کاول (۱۹۱۸–۱۹۹۹)، آژانس املاک، توسعه دهنده املاک و مجری صنعت موسیقی بود. پدر کاول از یک خانواده عمدتاً یهودی بود (مادر وی در لهستان متولد شد)، گرچه وی دربارهٔ اصل و نسب خود با فرزندانش بحث نکرد. مادر کاول از نژاد مسیحی بود. او یک برادر کوچکتر به نام نیکلاس کاول دارد. سه برادر ناتنی، جان، تونی و مایکل کاول؛ و یک خواهر ناتنی، جون کاول.
کاول، مانند برادرش، در مدرسه مقدماتی ردلت و کالج دوور تحصیل کرد، اما پس از گذراندن سطح GCE O آنجا را ترک کرد. وی زبان و ادبیات انگلیسی را گذراند و سپس در دانشکده فنی ویندزور تحصیل کرد و در آنجا GCE دیگری را در جامعه‌شناسی بدست آورد. کاول چند شغل کم ارزش کار کرد - از جمله، به گفته برادرش تونی، به عنوان دونده در فیلم ترسناک استنلی کوبریک درخشش (فیلم ۱۹۸۰) - اما با همکاران و رئیسان چندان خوب نبود، تا اینکه پدرش، که یک مدیر اجرایی بود موفق شد در شرکت ئی‌ام‌آی او را در اتاق پست استخدام کند. با این حال، پس از ناکامی در دریافت ترفیع، او قبل از بازگشت به ئی‌ام‌آی شغل‌های دیگر را امتحان کرد.

## زندگی شخصی
کاول خانه‌ای به ارزش ۲۲ میلیون دلار در بورلی هیلز دارد. کاول در سال ۲۰۱۰ در اکس فاکتور انگلستان گروه وان دایرکشن را هدایت کرد و باعث سوم شدن آن‌ها شد. بنا به گزارش ساندی تایمز کاول در سال ۲۰۱۵، ۳۲۵ میلیون پوند انگلیس ثروت داشته‌است. درآمد سالیانه او بالغ بر ۹۵ میلیون دلار می‌باشد.
در ۸ اوت سال ۲۰۲۰، کاول پس از سقوط از موتور سیکلت الکتریکی جدید خود، کمر خود را شکست که بسیاری از منابع خبری آن را با دوچرخه برقی اشتباه گرفتند. این حادثه هنگامی رخ داد که وی در خانه خود در ملیبو، کالیفرنیا آن را آزمایش می‌کرد. کاول به بیمارستان منتقل شد و در آنجا یک شب تحت عمل جراحی کمر قرار گرفت..

## زندگی حرفه ای

### ابتدای کار

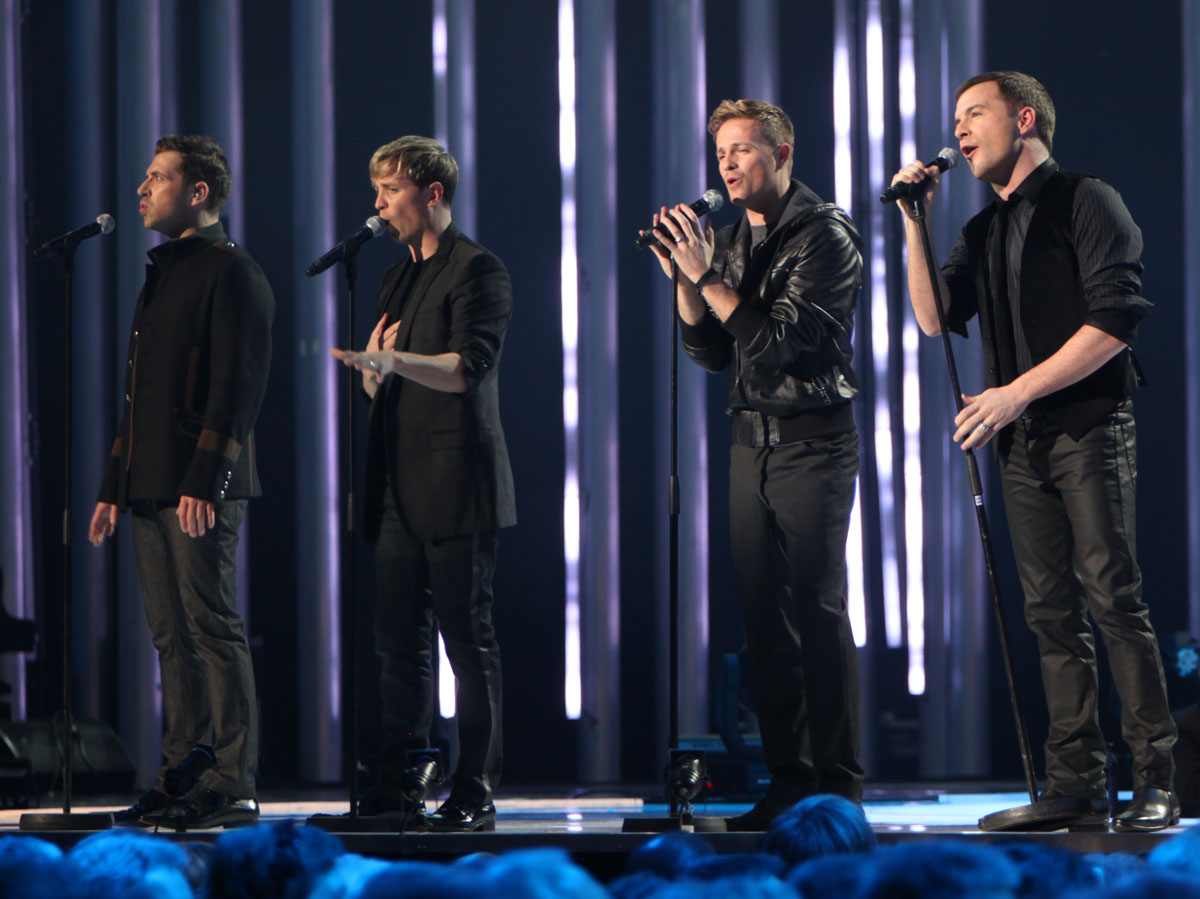
گروه پسران ایرلندی وست‌لایف با «پرواز بدون بال» در سپتامبر ۲۰۰۴ به مقام اول تک آهنگ‌های با بیشترین دانلود دست یافت.

در اوایل دهه ۱۹۸۰، کاول EMI را ترک کرد تا با رئیس سابق خود در EMI E&S Music را تشکیل دهد اما در سال ۱۹۸۳ این کار را ترک کرد. وی سپس با آئین برتون Fanfare Records را تشکیل داد و در ابتدا فیلم‌های ورزشی و موسیقی از اکسترهای ایتالیایی روندو ونتسیانو می‌فروخت. او اولین آهنگ محبوب خود را در سال ۱۹۸۶ با "So Macho" از Sinitta داشت. برخی از موفقیت‌های اولیه کاول از طریق Stock Aitken Waterman حاصل شد، که در دهه ۱۹۸۰ تعداد زیادی از بازدیدها را به دست آورد. با این حال، در سال ۱۹۸۹ شرکت زیر بار رفت و او تقریباً ورشکست شد.
وی سپس در BMG به عنوان مشاور A&R شغلی پیدا کرد و S Records را تحت BMG تأسیس کرد. او کار خود را در تجارت موسیقی با ایجاد سوابق جدید با اقداماتی مانند عروسک‌های Zig و Zag , Power Rangers و فدراسیون جهانی کشتی شروع کرد. در سال ۱۹۹۵، با پشتکار خود، دو بازیگر، رابسون گرین و جروم فلین را از مجموعه تلویزیونی درام تلویزیونی Soldier Soldier در انگلیس ترغیب کرد که با او امضا کنند و آهنگ "ملودی Unchained" را که در این نمایش اجرا کرده بودند ضبط کنند. ضبط شده توسط این دو، که اکنون رابسون و جروم نامیده می‌شوند، به سرعت در انگلستان به شماره ۱ رسید و به مدت هفت هفته در بالای جدول ماند. این آلبوم پرفروش‌ترین تک سال ۱۹۹۵ شد و آلبوم خود را که بعداً در همان سال منتشر شد نیز به پرفروش‌ترین آلبوم سال ۱۹۹۵ تبدیل کرد. آنها قبل از انحلال آلبوم دیگری و دو تک آهنگ دیگر منتشر کردند و در مجموع ۷ میلیون آلبوم و ۵ میلیون تک آهنگ فروختند. به گفته کاول، آنها او را اولین میلیون خود کردند. اعمال بعدی که وی امضا کرد شامل فایو (گروه موسیقی), وست‌لایف و توپولوها بود.

### اکس فاکتور

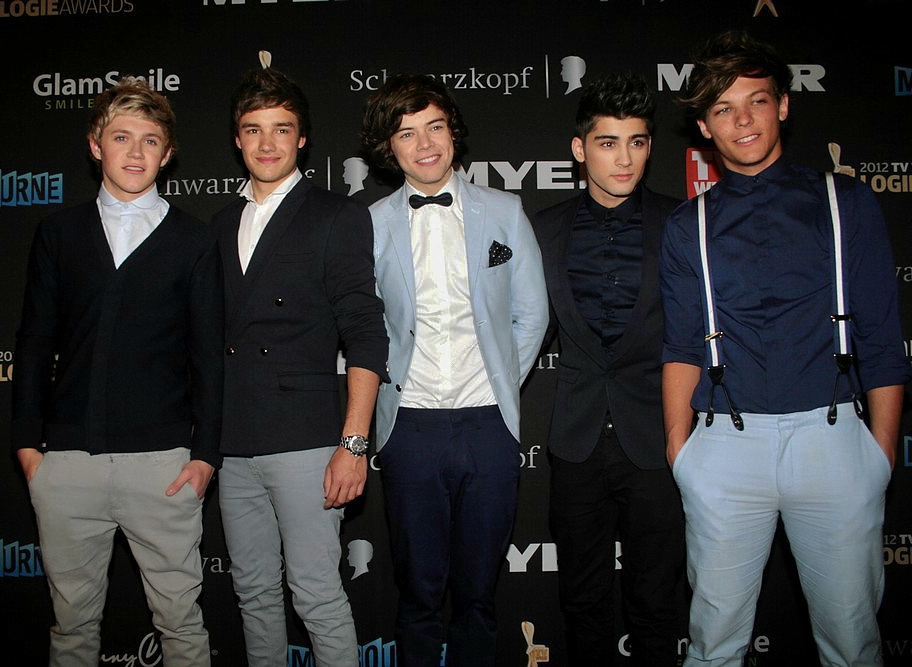
وان دایرکشن با راهنمایی کاول در سال ۲۰۱۰ پس از پایان کارش در رتبه سوم. این گروه یکی از اقدامات بین‌المللی کاول است.

کاول در سال ۲۰۰۴، با شارون آزبورن و لوئیس والش، داور اولین سری مسابقات موسیقی تلویزیونی بریتانیا ایکس فاکتور (مجموعه تلویزیونی بریتانیا) بود که با استفاده از شرکت تولیدی خود، Syco TV ایجاد کرد. X Factor در بینندگان یک موفقیت فوری داشت و از دهمین سریال خود در سال ۲۰۱۳ لذت برد.
لیونا لوئیس، برنده سری سوم ایکس فاکتور، با برچسب Cowell Syco امضا شد و تعداد فروش تک آهنگ و آلبوم در سراسر جهان را داشته‌است. کاول برای سریال چهارم در ۱۸ اوت ۲۰۰۷ در کنار اوسبورن، والش و قاضی جدید، دنی مینوگ بازگشت. والش قبلاً برای سری چهارم توسط کاول از هیئت داوران اخراج شده بود و متعاقباً برایان فریدمن جایگزین وی شد که داور بازی Grease Is the Word بود. بعداً والش توسط کاول یک هفته در ممیزی‌ها بازگردانده شد که او و آزبورن فهمیدند که دلشان برای والش تنگ شده‌است و بدون او، هیچ شیمی بین داوران وجود ندارد. کاول برای سری پنجم در سال ۲۰۰۸ با والش، مینوگ و قاضی جدید چریل کول بازگشت، زیرا اسبورن تصمیم گرفته بود که قبل از شروع نمایش این کار را ترک کند. کاول برای سریال‌های ۶ و ۷ نیز بازگشت، اگرچه سری ۷ آخرین سریال او بود، زیرا او در سال ۲۰۱۱ برای راه اندازی The X Factor در آمریکا آنجا را ترک کرد. پس از قرار گرفتن در جایگاه سوم در سری هفتم The X Factor در انگلستان، boyband One Direction در سال ۲۰۱۱ به لیبل کاول امضا کرد و گروه به لیست‌های برتر تک آهنگ‌ها و آلبوم‌ها در سراسر جهان راه یافت. گری بارلو جایگزین کاول شد. در سال ۲۰۱۱، Little Mix، برندگان سری هشت انگلستان، با برچسب کاول امضا کردند. گروه دختران ۵۰ میلیون رکورد در سراسر جهان فروخته‌است.

### گات تلنت
کاول، کمپانی وی Syco و شرکای تجاری آن، به دنبال موفقیت در امتیازهای Idol و X Factor، یک قالب نمایش استعدادیابی را ایجاد کردند که در آن اجرا از هر نوع، نه تنها خوانندگان، بلکه همچنین رقصندگان، سازها، شعبده بازان، کمدین‌ها، کارهای جدید آزاد بود. ریشه‌های قالب گات تلنت را می‌توان در نمایش فرصت‌های ناک در انگلیس جستجو کرد.
کاول تهیه‌کننده اجرایی امریکاز گات تلنت است، که در ژوئن ۲۰۰۶ به همراه تهیه‌کنندگان Fremantle از سریال Idol شروع به کار کرد. این نمایش با موفقیت حدود ۱۲ میلیون تماشاگر در هفته و شکست So You Think You Can Dance on Fox (تولید شده توسط سایمون فولر)، برای NBC بسیار موفقیت‌آمیز بود.

## کارهای خیریه

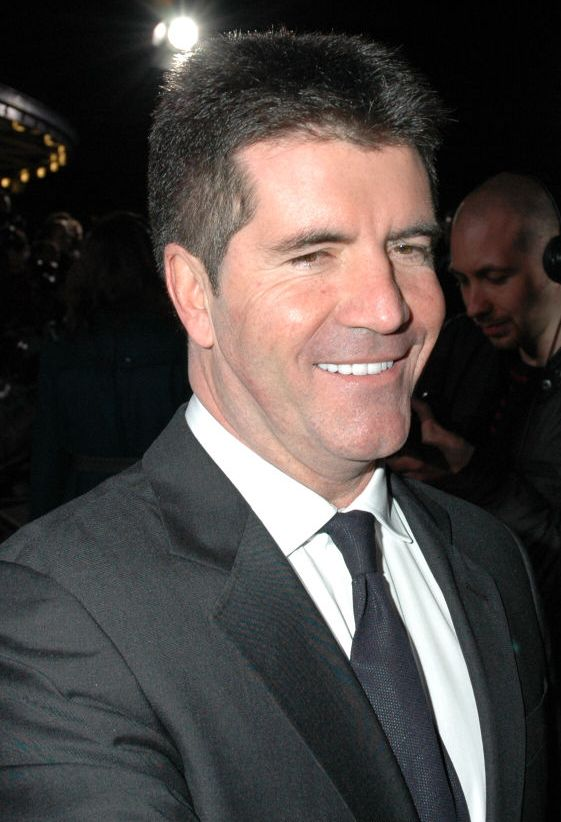
کاول در جوایز تلویزیون ملی که در نوامبر ۲۰۰۶ در رویال آلبرت هال لندن برگزار شد.

کاول سالها درگیر کارهای خیریه بوده‌است. او حامی شرکت Together for Short Lives است، خیریه برجسته بریتانیا برای همه کودکان با شرایط تهدید کننده و محدود کننده زندگی. او پیش از ادغام در یک زندگی مشترک کوتاه برای عضویت در بیمارستان‌های کودکان انگلیس بین سال‌های ۲۰۰۹ و ۲۰۱۱ بود. وی پس از آتش‌سوزی گسترده به خانه سگهای منچستر در انگلیس پول اهدا کرد. با توجه به کارهای خیرخواهانه وی، به ویژه تولید تک آهنگ خیریه «همه آسیب می‌بینند» برای کمک به قربانیان زمین‌لرزه ۲۰۱۰ هائیتی و همچنین خدمات وی به صنعت موسیقی، گمانه زنی‌های رسانه ای قابل توجهی در مورد دریافت کاول شوالیه در افتخارات تولد ملکه در سال ۲۰۱۰، پیشنهادی که گوردون براون نخست‌وزیر وقت آن را مطرح کرد.
کاول برای جمع‌آوری پول برای خانواده‌های قربانیان آتش‌سوزی برج گرنفل در لندن در ژوئن ۲۰۱۷ و برای بنیاد جامعه لندن، ضبط و انتشار یک آهنگ خیریه "Bridge over Troubled Water" را ترتیب داد. کاول با تعدادی از خوانندگان آواز تک آهنگ، از جمله رابی ویلیامز، دوآ لیپا، راجر دالتری و ریتا اورا همکاری کرد و آهنگ به شماره یک جدول تک‌آهنگ‌های بریتانیا رسید.

## برنامه‌های تلویزیونی
فهرست برخی از مسابقات استعدادیابی که سایمون کاول در آن‌ها به داوری پرداخته‌است:
- پاپ آیدل
- آمریکن آیدل
- آمریکاز گات تلنت
- بریتینز گات تلنت
- ایکس فاکتور انگلستان
- ایکس فاکتور آمریکا